# George Krugers
George Eduard Albert Krugers (Banda Neira, 4 november 1890 – Den Haag, 10 augustus 1964) was een cameraman en regisseur werkzaam in Nederlands-Indië in het begin van de 20e eeuw.
Hij maakte in 1927 zijn regiedebuut, de film Eulis Atjih. In 1928 legde hij voor het eerst de pelgrimstocht naar Mekka op film vast in de documentaire Het Groote Mekka-feest. In het bijzijn van onder meer prinses Juliana en de minister van Koloniën J.C. Koningsberger werd deze op 8 november 1928 in Leiden voor het eerst vertoond. Vanwege de islamitische achtergrond van een deel van de bevolking van Nederlands-Indië was het aantal deelnemers vanuit het Koninkrijk der Nederlanden aan de hadj destijds zeer groot, volgens een krant uit die tijd waren de meeste buitenlandse Mekka-gangers uit het Nederlands Koninkrijk afkomstig.
Zijn film Karnadi Anemer Bangkong die in 1930 uitkwam was de eerste gesproken film van Nederlands-Indië, maar was zakelijk gezien een mislukking omdat een groot deel van de Soendanezen het beledigend vond. In oktober 1932 werd Krugers Filmbedrijf failliet verklaard. Na het maken van twee films voor Tan's Film in de vroege jaren 1930 verhuisde Krugers naar Hongkong en in 1937 naar Den Haag. In maart 1945 bestierde hij het Bouw- en Aannemingsbureau G. Krugers. Krugers overleed in 1964.

## Filmografie
- Loetoeng kasaroeng (1926)
- Eulis Atjih (1927)
- Het Groote Mekka-feest (1928)
- Karnadi Anemer Bangkong (1930)
- Atma de Vischer (1931)
- Huwen op Bevel (1931)
- Terpaksa Menika (1932)
- Raonah (1932)